# Ацетиленид дикалия
Ацетиленид дикалия — химическое соединение,
ацетилид калия с формулой K2C2,
бесцветные (белые) кристаллы.

## Получение
- Нагревание металлического калия и ацетиленида калия в вакууме:

{\displaystyle {\mathsf {2K+2KHC_{2}\ {\xrightarrow {200^{o}C}}\ 2K_{2}C_{2}+H_{2}}}}

## Физические свойства
Ацетиленид дикалия образует бесцветные (белые) кристаллы
тетрагональной сингонии,
пространственная группа I 41/acd.